# 나카야마 카나
나카야마 카나(일본어: 中山 果奈, なかやま かな 나카야마 가나[*], 1991년 ~ )는 일본의 언론인이며 NHK 소속의 여성 아나운서이다.

## 생애 및 학력
나카야마 카나(中山 果奈) 아나운서는 정확한 생년월일은 나타나 있지 않지만은 일본 히로시마현 히로시마시에서 태어났다. 그녀는 히로시마시 니시구(남구)에 있는 노트르담 청심중학교와 고등학교(ノートルダム清心中学校・高等学校)를 졸업하고 도쿄 대학교를 졸업했다.

## 입사 및 프로그램 진행 경력
나카야마 카나(中山 果奈) 아나운서는 도쿄 대학교를 졸업하고 2014년에 NHK에 입사했다. 입사동기로는 하야시다 리사(林田理沙)아나운서와 이시바시 아사(石橋亜紗) 아나운서가 있다. 첫 발령지인 시마네현에 있는 NHK 마쓰에 방송국에서 아나운서로써 활동을 시작했다. 2014년부터 2016년 3월까지 2년동안 있으면서 NHK 뉴스 오하요 시마네를 2014년 7월부터 2016년 3월까지 진행을 했었다. 이후 그녀는 자신의 고향인 NHK 히로시마 방송국으로 옮겼다. 그녀는 2016년 4월부터 2019년 3월 29일까지 2년 11개월 동안 활동을 했다. NHK 뉴스 오하요 히로시마 진행을 했었고 대타 진행도 경험했다. 그녀는 2018년 8월 20일부터 24일까지 수도권 네트워크를 고부하루 아키코(合原明子) 아나운서를 대신해 대리진행 했었고 2018년 9월 25일부터 28일까지 NHK 뉴스 오하요 일본의 새벽 5시 뉴스를 동기인 하야시다 리사 아나운서를 대신해 대타 진행을 했었다. 그녀는 2019년 4월 1일 그녀는 개편에 따라 도쿄도에 NHK 방송 센터로 옮겨 고부하루 아키코 아나운서의 뒤를 이어 수도권 네트워크와 오시방의 진행을 맡았다. 2020년 3월 30일부터 NHK 뉴스 오하요 일본의 새벽 5시 뉴스를 격주로 진행했었다가 2021년 3월 29일에 고부하루 아키코 아나운서 후임으로 NHK 정오 뉴스 일요일 진행을 하다가 2022년 4월부터 2023년 4월 2일까지 토,일요일 그리고 공휴일에 NHK 정오 뉴스 진행을 하다가 2023년 4월 9일에 매주 일요일과 일본의 공휴일에 NHK 정오 뉴스를 진행다가 2024년 4월 1일에 이토이 요오지 아나운서 후임으로 평일(월요일 ~ 목요일) NHK 정오 뉴스 메인진행자로 낙점했는데 NHK 역사상 최초로 여성 아나운서가 12시 메인 뉴스 캐스터로 낙점받았다.